# Bæredygtig handel
 Der er for få eller ingen kildehenvisninger i denne artikel, hvilket er et problem. Du kan hjælpe ved at angive troværdige kilder til de påstande, som fremføres i artiklen.

Bæredygtig handel er et princip, hvor producenter af landbrugsvarer og håndværksprodukter (fx kunstartikler) i mindre udviklede lande sikres bedre rettigheder, herunder højere løn og løn under sygdom eller graviditet. Organisationerne, der certificerer producenterne, fokuserer desuden på, at kvinder og mænd får lige løn, og på at arbejdsbetingelserne er sunde og sikre, samt at arbejdsbetingelserne ikke ødelægger eventuelle børnearbejderes trivsel og mulighed for at gå i skole.
Varerne mærkes og sælges for en lidt højere pris, som afspejler den lidt højere produktionspris. Mærkningen er med til at garantere, at producenterne får en etisk fair pris for deres produkter. Forbrugerstyrelsen lister på deres hjemmeside  en række store og velkendte mærkningsordinger, bl.a. Fairtrade Mærket Danmark (tidligere Max Havelaar)  og Rainforest Alliance . Forbrugerstyrelsen nævner dog ikke verdens største producent af fairtrade-kaffe , UTZ Certified, der ligesom Max Havelaar har sin oprindelse i Nederlandene.
I Danmark er der, ud over Fairtrade-mærket, også Fair Trade Danmark, som samler butikker, importører og producentorganisationer i ulandene om salg af handicraft fairtrade produkter i Danmark. De to organisationer er på verdensplan tilknyttet henholdsvis FLO (Fairtrade Labelling Organization International) og WFTO (World Fairtrade Organization).
Formålet med bæredygtig handel er:
- At forbedre dårligt stillede producenters vilkår på markedet.
- At fremme social lighed.
- At beskytte miljøet.
- At øge bevidstheden om de ulige handelsforhold mellem nord og syd.
- At påvirke offentligheden gennem kampagner.

## Kritik
Kritikere af fairtrade-bevægelsen, eksempelvis the Adam Smith Institute, hævder, at fairtrade i lighed med anden landbrugsstøtte sætter en minimumspris for en vare, som i mange tilfælde er over markedsprisen og derfor, ifølge kritikken, opfordrer eksisterende producenter til at producere mere og nye producenter til at indtræde på markedet med overproduktion til følge. Ud fra reglerne for udbud og efterspørgsel kan dette sænke priserne i den del af markedet, der ikke er fairtrade.
UTZ-CERTIFIED har, modsat Max Havelaar, ikke en fast pris, men følger verdensmarkedsprisen og lægger et ekstra beløb oven i, som går til sociale, økonomiske eller miljømæssige projekter.
Dette er UTZ' version af fairtrade. Der er ikke enighed blandt fairtrade-aktører om, hvilken form for fairtrade-samhandel der er til størst nytte for producenterne. Nogle mener, at UTZ-Certified er en ringere form for fairtrade-certificering end fx Max Havelaar. Andre hævder, at UTZ-Certified er bedre, da denne form for certificering, som følge af, at den er mere kommercielt anlagt, gør det muligt at aftage større mængder råvarer.

## Produkter
Antaller og omfanget af produkter, som produceres og forhandles inden for rammerne af principperne om bæredygtig handel og fairtrade, er stadig stigende og omfatter bl.a.:
- Blomster, bl.a. afskårne roser
- Bolde, bl.a. fodbolde
- Bomuld
- Frisk frugt
- Honning
- Juice

Juletræer,Fair Trees
- Kaffe
- Kakao/chokolade
- Krydderier
- Quinoa
- Ris
- Rørsukker
- Snacks
- Te
- Vin

- Enhver form for kunstartikler, husgerråd, møbler og andet udstyr.